# Talorchestia pachypus
Talorchestia pachypus är en kräftdjursart. Talorchestia pachypus ingår i släktet Talorchestia och familjen tångloppor. Inga underarter finns listade i Catalogue of Life.